# Пронурок (рід)
Пронурок (Cinclus) — рід горобцеподібних птахів, єдиний у родині пронуркових  (Cinclidae).

## Морфологічні ознаки
Птахи розміром з дрозда: маса до 80 г. Для забарвлення оперення характерне поєднання коричневих та темно-бурих відтінків з білими ділянками. Статевий диморфізм у забарвленні не виражений. Оперення густе, щільно прилягає. На відміну від інших горобцеподібних на аптеріях добре розвинений пух. Дзьоб прямий, видовжений, без гачка на кінці, ніздрі щілиноподібні, прикриті шкіряними виростами. Мають сильні ноги з короткими пальцями та короткими міцними кігтями, які мають видовжену цівку та позбавлені перетинок між пальцями. Хвіст короткий, з 12 стернових. Крила вкорочені та заокруглені, перше махове перо не виступає за криючі кисті. Скелет слабко пневматизований.
Пронурки володіють гучним мелодійним співом, причому співають також в зимові сонячні дні.

## Поширення та місця існування
Поширені в Європі, Азії, західних районах Америки, північно-західної Африки.
Тримаються в горах та передгір'ях. Екологічно пов'язані з водоймами. Скрізь уникають водойм з каламутною водою та повільною течією, явно віддаючи перевагу струмкам з швидкою течією, річкам з кам'янистим дном. Ведуть денний спосіб життя. Переважно осілі птахи, хоча північні популяції перелітні. В осінній та зимовий періоди тримаються поодинці на незамерзаючих річках, влітку — парами на своїх гніздових ділянках.

## Особливості біології
Зазвичай мають доволі чіткі гніздові ділянки. Гніздо велике, кулеподібної форми з бічним входом, розміщують поблизу від води, у тріщині скелі або вимоїні урвища, інколи на уступі поруч зі стовбуром дерева. Для висилки гнізда використовують стебла трав, мох та сухе листя. Кладку з 4—7 білих яєць насиджує самка майже без участі самця, однак пташенят та поршків годують обидва птахи. У першу осінь життя молоді набувають наряд дорослих птахів, у яких лише одне повне після гніздове линяння.
Живляться молюсками, ракоподібними, комахами та їхніми личинками, іноді дрібною рибою, яких збирають на берегах та дні річок. Пронурки — єдині птахи в ряді Горобцеподібних, які добре плавають та пірнають, причому здатні бігати по дну. Відшукуючи корм, пробігають по дну до 20 м та тримаються під водою 15—20 с, однак пірнають тільки в швидкотекучу воду, яка притискає птаха, здійснюючи тиск на повернуті певним чином поверненого крила. Коли птах складає крила, його як пробку викидає на поверхню та він злітає. Пірнають на глибину до 1—1,5 м. Політ швидкий та стрімкий. Зазвичай летять низько над водою або берегом, повторюючи вигини річки.

## Походження та систематика
Викопні залишки виявлені в плейстоценових відкладах в Австрії, однак центром виникнення родини є, ймовірно, Америка. Систематично пронуркові близькі до воловоочкових, з якими інколи об'єднують у одну родину.
Пронурокові (Cinclidae) — монотипова родина, включає рід Пронурок (Cinclus) з 5 видами, один з яких зустрічається в Україні:
- Пронурок (Cinclus cinclus) — в межах України зустрічається в Карпатах;
- Пронурок білоголовий (Cinclus leucocephalus)
- Пронурок сірий (Cinclus mexicanus)
- Пронурок бурий (Cinclus pallasii)
- Пронурок рудогорлий (Cinclus schulzi)